# Rui d'Espiney
Rui Manuel Pires de Carvalho d'Espiney (Cidade da Beira, Moçambique, 6 de Agosto de 1942 - Setúbal, 28 de Abril de 2016) foi um activista político e pedagogo português. Destacado militante antifascista desde a adolescência, o seu combate contra a ditadura de Salazar e Caetano levou-o à prisão no Forte de Peniche por nove anos até à revolução de 25 de Abril de 1974. Na década de 60 teve um papel central na cisão interna do Partido Comunista Português (PCP), que esteve na origem dos diversos movimentos maoístas portugueses. Participou na fundação do Comité Marxista- Leninista Português (CMLP) e da Frente de Ação Popular (FAP). No pós 25 de Abril teve um papel destacado na fundação da União Democrática Popular (UDP) e do Partido Comunista Português, reconstruído (PCP-r).
A partir dos anos 80, já na qualidade de professor do Ensino Básico, dedicou-se à conceção, desenvolvimento e animação de projetos educativos conectados com o desenvolvimento local e a democracia participativa. Foi um percursor e um inovador na promoção de dinâmicas e redes educativas baseadas na educação não-formal e articulando diferentes gerações. A sua intervenção social educativa está materializada, sobretudo, na criação e desenvolvimento do ICE (Instituto das Comunidades Educativas) a partir de 1992.

## Infância
Terceiro filho de quatro irmãos, Rui d’Espiney nasceu em Moçambique, na cidade da Beira, em 6 de Agosto de 1942. Seus pais, Cláudio Sérgio d’Espiney e Sara Pires Carvalho d’Espiney, na sequência do casamento, em 22 de Dezembro de 1932, foram estabelecer-se em Moçambique, em 1936, buscando melhor situação económica e profissional. Seu pai, professor de Matemática, fundara na Beira um colégio que seria a única escola laica da cidade. A família regressa a Portugal em 1957 e Rui d’Espiney entrou para o Liceu Camões onde a sua atividade no associativismo estudantil liceal levou o reitor a manobrar no sentido de impedir a renovação da matrícula. Esse facto leva-o a frequentar um colégio privado, cuja família proprietária é conhecida pelos ideais republicanos e democráticos, o Colégio Moderno.

## Actividade política

### Militância no Partido Comunista Português
Na participação ativa na campanha eleitoral de Humberto Delgado, em 1958, foi ferido pela polícia de choque numa manifestação de rua. Inicia-se um ciclo em que Rui d’Espiney se afirma como um dos mais destacados militantes e dirigentes da Comissão Pró Associação dos Liceus, aderindo entretanto ao Partido Comunista Português (PCP). Um indicador do seu prestígio é o facto de a sua prisão em Fevereiro de 1966 ter sido noticiada numa separata de última hora do Boletim Intervalo, órgão semilegal da CPA dos Liceus. Na altura em que se manifestou esta expressão de solidariedade já tinha sido consumada a rutura política com o PCP. Em 1962, Rui d’Espiney participa na organização e coordenação da histórica manifestação do 1º de Maio de 1962 na Baixa Lisboeta. A radicalização das massas, contrastando com a orientação pacifista da direção do PCP, contribui para o avolumar das críticas e reticências de Rui d’Espiney à orientação política dominante.

### Exílio
Referenciado pela PIDE Rui d’Espiney foge para Paris no verão de 1963. De Paris vai estabelecer-se em Argel, onde toma contacto com João Pulido Valente e ambos passam a integrar a Junta de Ação Patriótica dos Portugueses da Argélia (JAPPA), com ligações à Frente Portuguesa de Libertação Nacional (FPLN). O núcleo foi dirigido por José Hipólito dos Santos, militante do Movimento de Ação Revolucionária (MAR) e exilado depois da sua prisão devido a ter participado no Golpe de Beja. Juntamente com João Pulido Valente, militante comunista exilado, Rui d’Espiney participou no Secretariado da JAPPA e na redação do respetivo boletim.

### Fundação do CMLP e da FAP
Em Janeiro de 1964, entre vários militantes, Rui d’Espiney participa na fundação do Comité Marxista-Leninista Português (CMLP) e da Frente de Acção Popular (FAP). Rui d’Espiney, juntamente com João Pulido Valente, veio a integrar o núcleo dirigente destas duas organizações. A segunda pretendia funcionar como uma frente de massas capaz de promover a unidade da luta antifascista, por outro lado, a segunda promovia o combate ideológico à direção do PCP, afirmava um novo programa político comunista e visava a longo prazo uma reunificação dos comunistas.
Este rompimento com a orientação oficial do PCP coincidiu no tempo com o conflito ideológico sino-soviético que se traduziria numa cisão do movimento comunista internacional, dividindo os partidos e as organizações comunistas existentes em pró soviéticas e pró chinesas. Contudo as motivações para a cisão comunista em Portugal não tiveram como fundamento principal o alinhamento com a orientação maoísta do Partido Comunista Chinês, mas sim razões de política interna: a crítica à política de alianças, que alegadamente colocava o proletariado a reboque da oposição democrática burguesa, defendendo-se em alternativa a prioridade à aliança entre o operariado e o campesinato; a crítica ao pacifismo que acompanhava a apologia do desencadear de ações armadas mais consonantes com a radicalização popular entre 1958 e 1962; a defesa de posições anticolonialistas mais avançadas e libertas da tutela com setores colonialistas da Oposição Democrática; uma orientação sindical que deixasse de privilegiar a participação nos sindicatos corporativos e, naturalmente, um novo alinhamento no Movimento Comunista Internacional, de crítica e rompimento com o chamado “revisionismo” do Partido Comunista da União Soviética. Este conjunto de orientações garante uma cisão solidamente ancorada em argumentos ideológicos e políticos mas padecendo de uma debilidade logística e organizacional que viria a ter consequências funestas no curto prazo. O jornal teórico Revolução Popular foi o principal instrumento de luta ideológica e afirmação política do CMLP.

### Clandestinidade
Em 19 de Outubro de 1964 nasce a sua filha Catarina, ainda em Argel, e em finais de 1964 tem lugar uma primeira tentativa de criar uma estrutura dirigente no interior do país, protagonizada por João Pulido Valente e Manuel Claro, a qual foi abortada depois de o Avante, órgão oficial do PCP, ter denunciado a presença em Portugal dos dois militantes marxistas-leninistas, o que colocava sérios riscos à sua segurança. Em 1965 repetiu-se a operação desta vez com êxito: João Pulido Valente entrou clandestinamente em Março de 1965, Francisco Martins Rodrigues e Rui d’Espiney seguiram-no em Junho desse ano. Instalados em três casas clandestinas diferentes, procederam a uma divisão de tarefas, cabendo a Rui d’Espiney o setor estudantil. Seria elaborado sob a sua responsabilidade o jornal Estudante Revolucionário.

### Prisão
A 21 de Outubro de 1965, foi preso num encontro de rua em Lisboa João Pulido Valente. As suspeitas que já existiam sobre o comportamento do militante Mário Mateus com quem Pulido Valente se iria encontrar, adensaram-se, nomeadamente na sequência de uma mensagem escrita transmitida da prisão pelo próprio João Pulido Valente e deram origem à confrontação com o denunciante, num interrogatório conduzido por Francisco Martins Rodrigues e Rui d’Espiney numa mata junto a Belas, nos arredores de Lisboa. Confirmada, por confissão do próprio, a colaboração com a PIDE na prisão de João Pulido Valente, e o desenvolvimento de uma ação provocatória ao serviço daquela polícia, Francisco Martins Rodrigues e Rui d’Espiney executaram Mateus, no que ficou conhecido como o crime de Belas.
A reação à prisão de João Pulido Valente, nomeadamente a execução de um agente da PIDE, desencadeou uma resposta repressiva que se abateu sobre uma organização já fragilizada. A 30 de Janeiro de 1966 foi preso pela PIDE, num encontro de rua, Francisco Martins Rodrigues e a prisão de Rui d’Espiney em circunstâncias semelhantes seguir-se-ia dias depois.  Viria a ser fortemente torturado pela polícia política, através de espancamentos, imobilidade (estátua) e tortura do sono.
Esta execução viria a ser reivindicada pública e politicamente pela FAP, em Dezembro no Boletim Ação Popular e mais tarde pelos seus autores, em tribunal, num julgamento concluído em Novembro de 1967, que se traduziu por pesadas condenações: 15 anos de prisão para Francisco Martins Rodrigues e 14 anos e nove meses para Rui d’Espiney. Estes presos viriam mais tarde a ser julgados por pertencerem à FAP/CMLP sendo condenados em cúmulo jurídico a penas de 20 e 19 anos de prisão, as quais acrescidas de medidas de segurança podiam equivaler a prisão perpétua.
Francisco Martins Rodrigues, João Pulido Valente e Rui d’Espiney viriam a ser os últimos presos políticos a ser libertados do Forte de Peniche, no dia 27 de Abril, devido à oposição de Spínola à sua libertação, considerando que estava em causa um crime de sangue. A solidariedade dos restantes presos políticos e a ação decidida do Movimento das Forças Armadas (MFA) ditaram a solução. Em coincidência com a libertação do Forte de Peniche, Rui d’Espiney recebe a notícia do falecimento, em Londres, de sua filha Catarina.

### Reunificação dos marxistas-leninistas
A FAP/CMLP viu-se decapitada e destroçada pela repressão policial, iniciando-se um período de reorganização e reagrupamento de forças marxistas-leninistas que se concretizaria depois do 25 de Abril, com base na fundação da UDP (União Democrática Popular) e do PCP(r) (Partido Comunista Português Reconstruído).
Durante o processo revolucionário que se seguiu ao 25 de Abril, Rui d’Espiney mergulhou na ação política em luta pelos seus ideais de sempre. Como militante do CARP (Comité de Apoio à Reconstrução do Partido), participa da criação da UDP e da reunificação dos militantes marxistas-leninistas, primeiro na ORPC (Organização Revolucionária para a Reconstrução do Partido) e, a seguir ao 25 de Novembro de 1975, no PCP(r). Na sequência de divergências políticas, em 1976 afasta-se e inicia-se um novo ciclo na sua vida política com a intervenção social.

## Ensino e intervenção social

### Escola do Magistério de Faro e Escola do Algoz
Regressa aos estudos e conclui na Escola do Magistério de Faro o curso de Professor do Ensino Primário e mais tarde a licenciatura de Sociologia no ISCTE, em Lisboa. Fixa-se no Algarve, onde nasce, em 25 de Junho de 1980 a sua segunda filha Ana d’Espiney que, a partir de 1994 e na sequência do falecimento de sua mãe, passa a viver com o pai que acompanhará até à sua morte. A sua passagem pelo Algarve é marcada pela sua atividade na Escola Primária de Algoz, onde se apresenta em 1984. Segundo o testemunho de um dos colegas, "Passado pouco mais de meio ano e já o Algoz fervilhava numa azáfama cultural sem precedentes. A Cultura entrava no meio escolar e daqui irradiava para a população”. Por iniciativa sua a escola adere à I Semana Cultural do Algoz, concretizada com assinalável êxito em Maio de 1985 e replicada em 1995, já com o apoio do ICE (Instituto das Comunidades Educativas).

### Escola Superior de Educação de Setúbal
Depois de um curto período (1985 a 1986) de atividade profissional no Gabinete de Estudos e Planeamento (GEP) do Ministério da Educação, Rui d’Espiney inicia, em 1986 um percurso como professor da Escola Superior de Educação de Setúbal, no qual se distingue na formação de professores e na animação educativa da Península de Setúbal, até 1992. É neste período que, entre outros projetos, se desenvolvem, sob a responsabilidade de Rui d’Espiney, o Projeto ECO, o Projeto das Escolas Isoladas e a Rede de Polos de Ação Educativa do Distrito de Setúbal. Como escreveu o próprio Rui d’Espiney, estamos em presença de “três dinâmicas que confluíram, servindo de raiz e base de sustentação ao desenvolvimento do ICE”, Instituto das Comunidades Educativas, criado em 1992.

### ICE (Instituto das Comunidades Educativas)
A criação, desenvolvimento e afirmação do ICE na realidade educativa portuguesa representou uma paixão na qual Rui d’Espiney se empenhou totalmente nos últimos 25 anos da sua vida. O ICE, associação de âmbito nacional, de utilidade pública, sem fins lucrativos, com estatuto de ONGD e sede em Setúbal foi constituído a 15 de Julho de 1992 e elegeu como objeto privilegiado de intervenção a comunidade local na perspetiva da sua afirmação e desenvolvimento. Até à morte de Rui d’Espiney, o ICE viveu cerca de um quarto de século de “resistência, militância associativa e intervenção política no sentido mais generoso e límpido da palavra”. No plano educativo o ICE “distinguiu-se como associação promotora de uma efetiva educação permanente, fundindo num mesmo processo tempos curtos e longos de intervenção, bem como fazendo interagir diferentes gerações”
O Projeto das Escolas Rurais foi a “joia da coroa” do ICE que, no entanto viria a desenvolver muitos outros projetos em Portugal, nomeadamente o Projeto de Educação de Infância Itinerante, ou o Projeto Nómada, na comunidade lusófona e na Europa. O compromisso ético e político que subjaz ao projeto educativo protagonizado pelo ICE trata a educação como um bem público de valor incomensurável que coloca a pessoa humana no centro da ação educativa.
Como dirigente do ICE, Rui d’Espiney desempenhou funções a nível internacional no apoio a projetos educativos em países lusófonos, como é o caso do Projeto das Escolinhas, em Moçambique. Participou da fundação da ADELE (Associação para o Desenvolvimento Educativo na Europa), tendo ocupado a Presidência da sua Direção Provisória. Foi também correspondente da International Community Education Association (ICEA), vindo a integrar o Conselho Regional desta Associação, enquanto correspondente para Portugal.
Como sintetizou o próprio Rui d’Espiney, a história e as memórias do ICE devolvem-nos um percurso singular que fazem desta instituição “um espaço de liberdade e emancipação que talvez não tenha par”

### Democracia participativa e animação local
Rui d’Espiney teve um papel destacado na organização de importantes iniciativas que são marcos de uma intervenção social que privilegia a intervenção ao nível local, através de uma metodologia participativa enriquecedora do regime democrático. É disso exemplo o Projeto de Investigação Effetiviness Initiative, promovido pela Fundação Bernard Van Leers, em dez países europeus que, no caso de Portugal, se concretizou num processo de avaliação das atividades do Movimento de Águeda. Rui d’Espiney foi o coordenador e dinamizador desse projeto de investigação. O Movimento de Águeda designa “o encadeado de dinâmicas projetos e realizações no âmbito da inclusão social promovidos por um grupo de pessoas aberto e de composição variável com ligação formal ou informal a uma IPSS (Instituição Particular de Serviço Social) Aguedense, denominada Bela Vista, no decurso de três décadas”.
Em Novembro de 2002 decorreu em Alcácer do Sal o Encontro Internacional “Educação, Inovação e Cidadania”. Em Abril de 2005 teve lugar, em Palmela, um “Congresso de Cidadania” que se enquadrou no fecho do ciclo de comemorações dos 30 anos do 25 de Abril. Na sequência de uma tertúlia realizada no decurso da MANIFESTA realizada em Peniche, em 2009, por iniciativa da ANIMAR, Rui d’Espiney veio a assumir um papel fundamental na conceptualização, desenvolvimento e animação do Movimento de Democracia Participativa (MovDP) no período compreendido entre 2009 e 2016. Em 2010, no quadro deste movimento, viria a ter lugar a realização do Congresso do Associativismo e da Democracia Participativa, em Lisboa, no Instituto Superior de Ciências do Trabalho e Empresas (ISCTE).

## Falecimento
Rui d’Espiney veio a falecer a 28 de Abril de 2016, vítima de enfisema pulmonar. Vivia em Setúbal, num apartamento parcamente mobilado, numa zona operária. Fruto do seu prestígio a nível regional viria ser agraciado pela Câmara Municipal de Setúbal, 15 de Setembro de 2015, com a Medalha de Honra na classe Paz e Liberdade. Na sequência da sua morte a Assembleia da República prestou-lhe uma homenagem nacional, aprovando por unanimidade um voto de pesar.